# Raymond Leenders
Raymond Leenders (Maastricht, 16 november 1951 - Maastricht, 8 september 2003) was een Nederlands politicus. Namens de Partij van de Arbeid was hij wethouder in Maastricht en kortstondig lid van de Eerste Kamer der Staten-Generaal.
Raymond Leenders studeerde bestuursrecht aan de Rijksuniversiteit Limburg. Hij werd in 1986 lid van de gemeenteraad in zijn geboortestad Maastricht en in 1990 wethouder. In de laatste functie was hij onder andere verantwoordelijk voor stadsvernieuwing, volkshuisvesting, financiën en cultuur.
In 2002 nam hij afscheid van de lokale Maastrichtse politiek. Enkele weken later werd een ernstige ziekte bij hem geconstateerd. Dit weerhield Leenders niet om zich beschikbaar te stellen voor de Eerste Kamer. Bij de Eerste Kamerverkiezingen 2003 werd hij in de senaat gekozen. Drie maanden na zijn beëdiging overleed hij echter, op 51-jarige leeftijd.
- Biografisch Portaal: 68455100
- Parlement.com: vge7dtpezby8